# جلهم
الجُلْهُم (Funambulus) هو جنس من القوارض يتبع فصيلة السنجابيات، وهو الجنس الوحيد الذي ينتمي إلى قبيلة Funambulini. يحتوي على هذه الأنواع:
- جنس الجلهم، Funambulus
  - جُنيس الجلهم، Funambulus
    - جلهم ليرد [الإنجليزية] (F. layardi)
    - جلهم داكن [الإنجليزية] (F. obscurus)
    - جلهم هندي (F. palmarum)
    - جلهم نلغيري مخطط [الإنجليزية] (F. sublineatus) [6]
    - جلهم الآجام [الإنجليزية] (F. tristriatus)

  - جُنيس الجلهم البراسادي، Prasadsciurus
    - جلهم شمالي (F. pennantii)

## التأثيل
كلمة "جُلْهُم" معربة من الفارسية "کلهری"، أتى الاسم الهندي للسنجاب गिलहरी (تنقحر إلى گِلَهْري) من الكلمة الفارسية المذكورة.
أما عن الاسم العلمي "Funambulus"، فهو لاتيني يعني "الراقص على الحبل".